# Dertienmaal
Het Dertienmaal is een bedevaart die plaatsvindt in Hakendover en Grimde, resp. deelgemeente en gehucht van Tienen (Vlaams-Brabant, België).

## De legende
Op het einde van de 7e eeuw besloten drie maagden in Hakendover een kerk te bouwen voor de Heilige Zaligmaker. De bouwwerken gingen van start, maar telkens werd ’s nachts afgebroken wat er de dag voordien door de arbeiders was gemetseld. Ten einde raad vroegen de maagden raad aan God. In het putje van de winter kwam een engel langs die hen leidde naar de plek waar God zijn kerk wilde bouwen. Ondanks de winter en de sneeuw stond de plaats in volle bloei. In een boom (spikdoorn, hagedoorn, meidoorn...) zat een vogel met een brief van God in zijn bek: "Op deze plaats wil ik mijn kerk bouwen." De Drie Maagden wierven twaalf arbeiders aan, Christus zou de dertiende zijn. Slechts twaalf haalden hun loonzakje op, maar op de bouwwerf was steeds een dertiende arbeider aanwezig.
Toen de kerk klaar was, wilden bisschoppen de kerk wijden ondanks het feit dat ze reeds door de "Goddelijke Zaligmaker" zelf gewijd was. Ze werden bestraft voor hun ongeloof: een werd verlamd, de andere blind. Zij kregen berouw en hun gezondheid werd hersteld.

## De bedevaart
Tijdens de nacht van 16 op 17 januari wordt de weg tussen de kerk van de Goddelijke Zaligmaker in Hakendover en de O.L.V.-ten-Steenkapel in Grimde (waar de drie maagden zouden begraven liggen) dertienmaal afgelegd.